# A New Flame (singolo)
A New Flame è un singolo del gruppo musicale britannico Simply Red, il terzo estratto dall'album omonimo nel 1989.

## Tracce
7" Single
1. A New Flame – 3:54
2. More – 4:08

CD-Maxi
1. A New Flame – 3:57
2. More – 4:06
3. I Asked for Water (Live) – 5:52
4. Resumé (Live) – 4:05

## Classifiche
| Classifica (1989) | Posizione massima |
| ----------------- | ----------------- |
| Australia         | 48                |
| Belgio (Fiandre)  | 33                |
| Francia           | 43                |
| Germania          | 55                |
| Irlanda           | 28                |
| Nuova Zelanda     | 22                |
| Paesi Bassi       | 31                |
| Regno Unito       | 17                |